# Carmen (zespół muzyczny)
Carmen – węgierska hardrockowa grupa muzyczna.

## Historia
Początki zespołu sięgają 1988 roku, kiedy to Zoltán Balassa opuścił zespół Dance i wraz z Csabą Pintérem postanowił założyć zespół glamrockowy. W charakterze wokalisty do zespołu przyszedł Zsolt Szilágyi, a gitarzystą został László Weisz. Muzycy nadali grupie nazwę Carmen.
Pod koniec 1989 Balassa, niemogący pogodzić pracy i gry w zespole, opuścił Carmen; zastąpił go Csaba Fehér. W 1991 Weisz odszedł do Dance, ale zarekomendował grupie Csabę Fáklyę. W tym czasie zespół opuścił też Fehér; zastąpił go Ede Szilágyi, który przyszedł do Carmen po tym, jak rozpadła się grupa Cathouse. 
W 1993 roku zespół nagrał pierwsze demo, na którym znalazły się piosenki „Tép a szél” i „Nem várok csodát”. W tym samym roku do grupy dołączył drugi gitarzysta, brat Csaby Fáklyi – Endre. W 1993 roku zespół postanowił także po raz pierwszy zaprezentować się szerszej publiczności i wystąpił w konkursie Ki mit tud?, gdzie dostał się do finału.
Dzięki sukcesowi w konkursie grupa podpisała kontrakt płytowy z PolyGram. Na potrzeby albumu grupa nagrała cover „Three Little Pigs” grupy Green Jellÿ. Album został wydany w 1994 roku pod nazwą Ez nem az a hely i okazał się sukcesem. Zajął także 33. miejsce na liście Top 40 album- és válogatáslemez-lista. W 1996 roku PolyGram wydał demo Derriqr oraz drugi album studyjny, 2000-be érve. W 2000 roku został wydany trzeci album studyjny grupy, Vitamin-C.

## Dyskografia
- Ez nem az a hely (1994)
- Derriqr (1996)
- 2000-be érve (1996)
- Vitamin-C (2000)

## Członkowie zespołu

### Obecni
- Csaba Fáklya – gitara (od 1991)
- Endre Fáklya – gitara (od 1993)
- Csaba Pintér – gitara basowa (od 1988)
- Ede Szilágyi – perkusja (od 1991)
- Zsolt Szilágyi – wokal (od 1988)

### Dawni
- Zoltán Balassa – perkusja (1988–1989)
- Csaba Fehér – perkusja (1989–1991)
- László Weisz – gitara (1988–1991)